# Castelo Iwamura

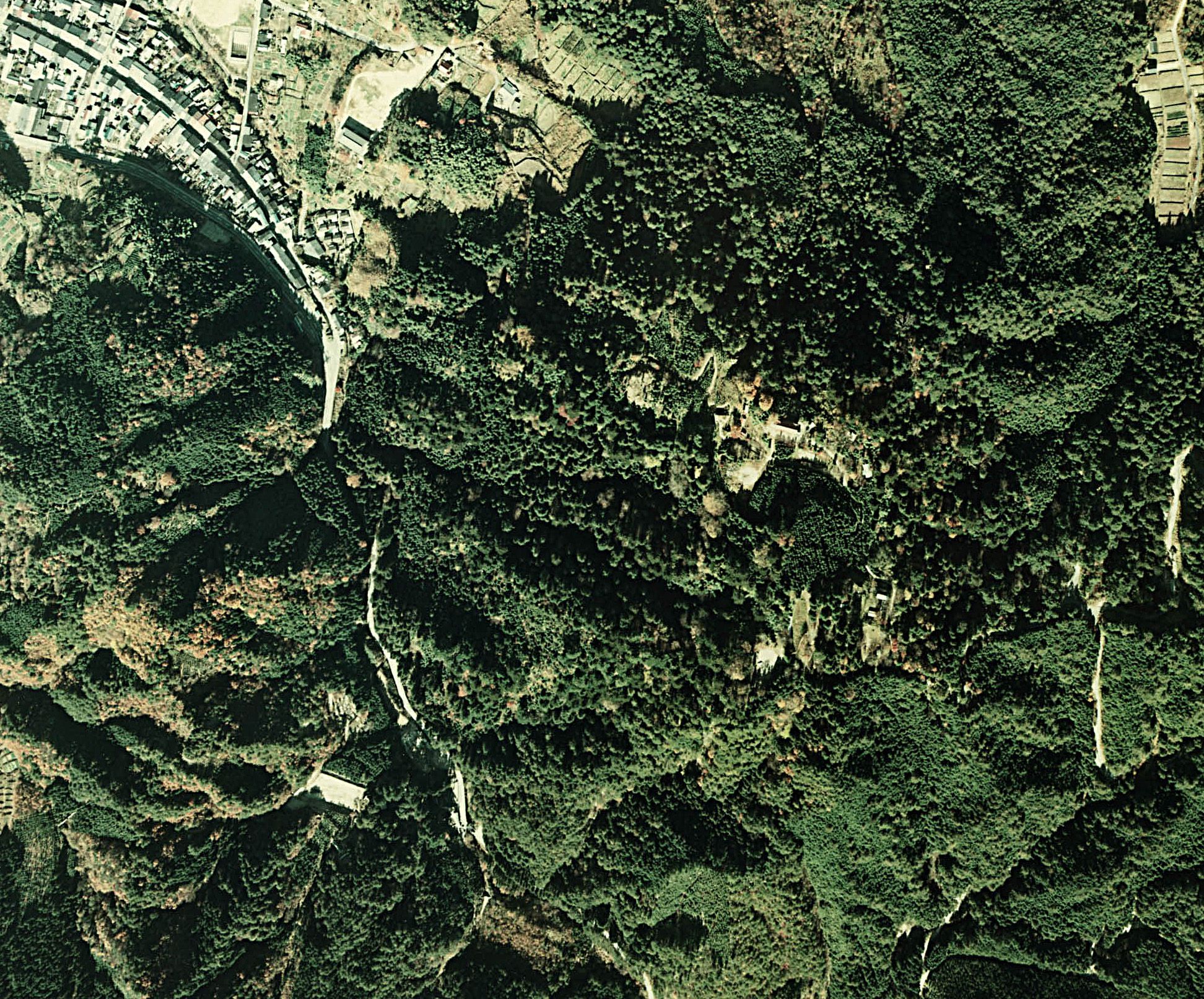
Visão aérea do Castelo Iwamura.

Castelo Iwamura foi uma fortificação situada em Gifu na região sudeste da Província de Mino no Japão. A construção foi erguida no topo de uma montanha e ocupada por mais de 300 anos, durante os períodos Kamakura, Muromachi, Azuchi-Momoyama, Edo tendo sido abandonada e destruída no início da Era Meiji.

## História
O castelo foi construtivo em data incerta entre os anos de 1185-1195. A sua construção é atribuída ao samurai Kato Kagekado que era vassalo de Yoritomo Minamotono. Os descendentes de Kagekado formaram o clã conhecido como Tohyama, que ocuparam a região leste da Província de Mino até o final do período Muromachi.
Takeda Shingen atacou em 1570 o castelo e foi derrotado pelas tropas de Oda Nobunaga. Em 1572, Takeda Shingen com o apoio do samurai Akiyama Nobutomo atacou novamente a fortificação sem sucesso. Em 1575, depois da Batalha de Nagashino, o clã Takeda perdeu o seu poder, e Oda Nobunaga ordenou que seu filho Nobutada atacasse a fortificação. Após cinco meses de cerco, finalmente o castelo foi dominado e Nobunaga matou Otsuya e todos os membros do clã Toyama. Nobunaga passou esse castelo para Mori Ranmaru um dos líderes do clã Mori.
Após a batalha de Sekigahara em 1600, a fortificação foi ocupada pelo clã Tokugawa que ficou no local até 1638.
O local esteve sob o comando da clã Niwa a partir de 1638 até 1702 e pelo clã Ishikawa até ao fim do shogunato Tokugawa em 1868.

## Planta do Castelo

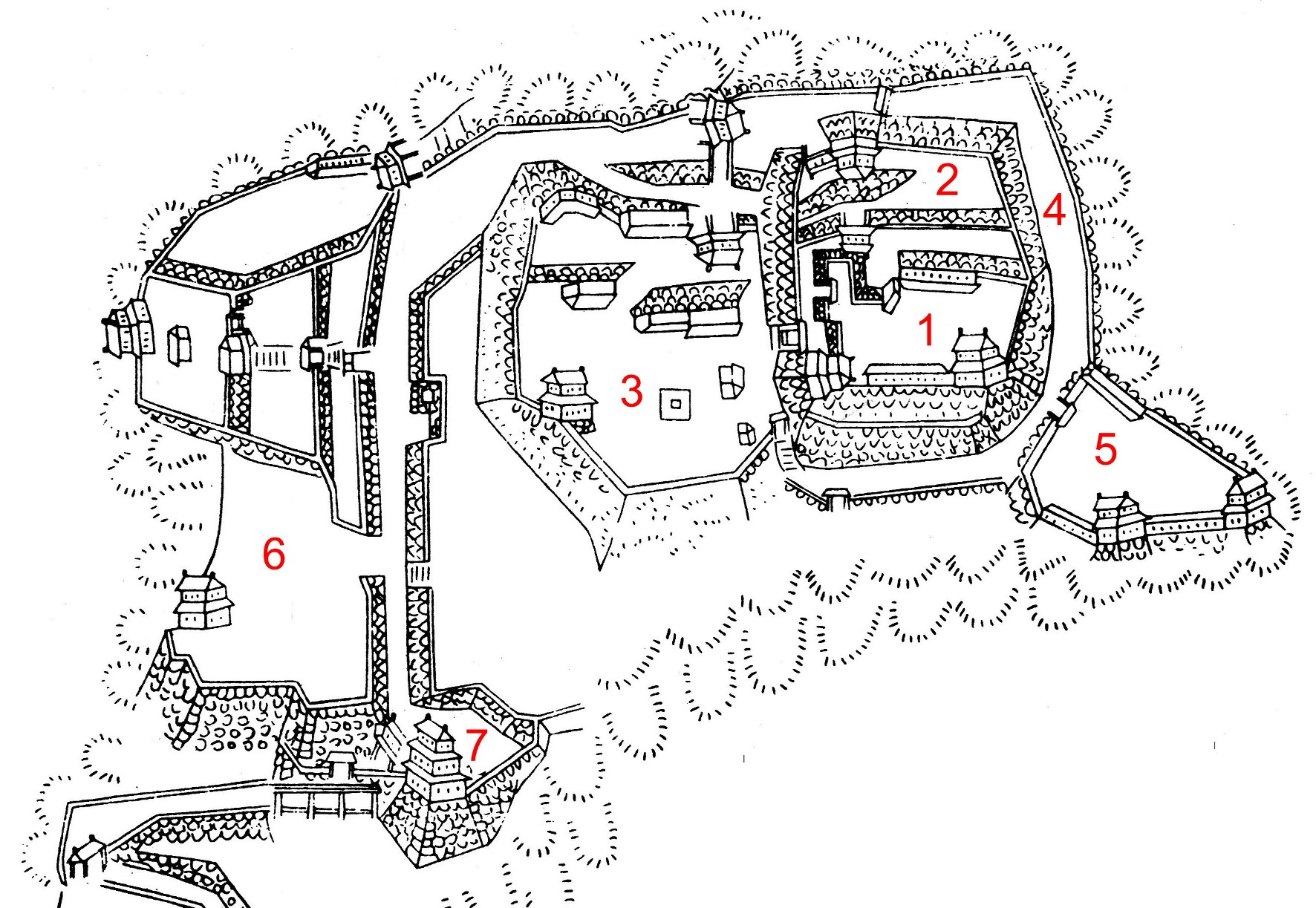
Planta baixa do Castelo Iwamura.

Construído a uma altitude de 717 m, Iwamura é a mais alta fortificação do período Edo. O castelo era dividido em duas área, a moradia dos samurais estava localizada no lado norte de frente para o rio Iwamura e os demais moradores, inclusive os mercadores, habitavam o lado sul.
Segundo a planta do castelo, as diversas construções eram conhecidas por nomes: Hommaru com duas torres de vigia de dois andares é o ponto ponto mais alto (1), Ni-não-maru (2), Higashi-guruwa (3), Obi-guruwa (4) De-Maru (5), o cercado Hatiman-guruwa (6) e Ote-mon que era a torre de vigia de três andares junto ao portão principal (7).
Ogyu Ienori, no ano de 1601, reformou a fortificação colocado abaixo a encosta noroeste abrindo espaço para o erguimento de uma cidade entre muros.
Em registros de 1702, o contorno do castelo tinha 1 255 m e contava com 11 torres (incluindo uma de três andares), 8 grandes muralhas e 17 portas.

## Ruinas

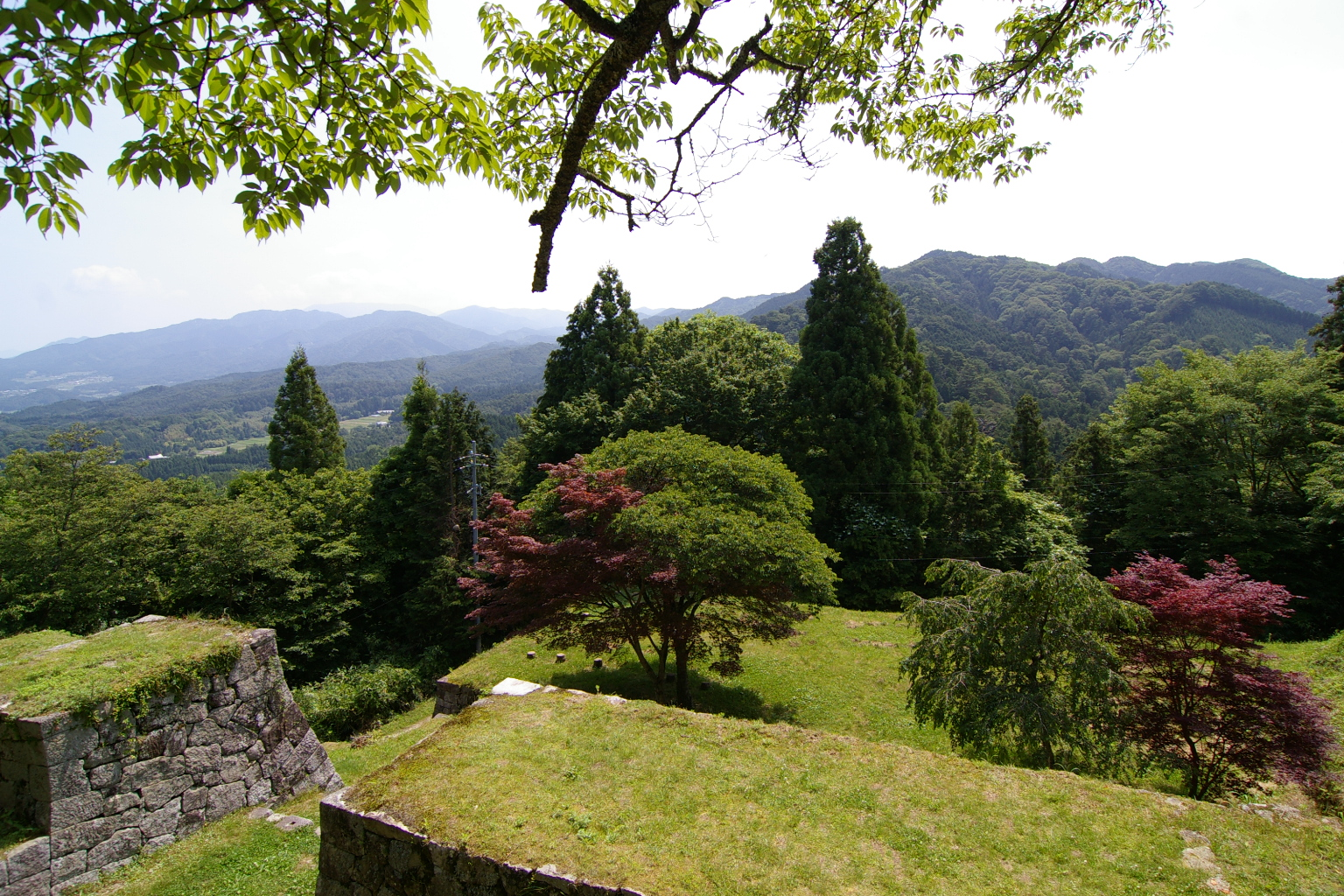
Ruinas do Castelo Iwamura.

Por ordem do governo no período Meiji todos os castelos e fortificações do Japão foram destruídos. Iwamura foi abandonado definitivamente e parcialmente desmantelado entre os anos de 1873 e 1881, grande parte do castelo foi destruído pelo fogo.

## Atualidade
As paredes de pedras e poços estão preservados, em 1990 parte da porta principal foi reconstruída. O local foi aberto para visitação pública em 1972. Em 2006 foi classificado como um dos 100 lugares de prestígio do Japão.